# Heuthen
Heuthen là một đô thị thuộc huyện Eichsfeld nước Đức. Đô thị này có diện tích 10,08 km², dân số thời điểm 31 tháng 12 năm 2006 là 792 người.